# Famille de Béthune Hesdigneul
Pour les articles homonymes, voir Familles de Béthune.
La famille de Béthune Hesdigneul, anciennement Desplanques, est une famille contemporaine de la noblesse belge et une famille subsistante de la noblesse française, originaire de Béthune, en Artois (France). Elle forma deux grandes branches dès le XVIe siècle, l'ainée d'Hesdigneul, établie dans les Pays-Bas autrichiens (future Belgique) à la fin du XVIIIe siècle, subsistante, et la cadette, originellement de Pénin, puis de Saint-Venant, et enfin de Sully au XIXe siècle, restée française et aujourd'hui éteinte. La filiation de cette famille est suivie depuis 1529.

## Histoire
Le premier auteur attesté de cette famille est Michel Desplanques,,, lieutenant général des bailliage et gouvernance de Béthune en 1536, qui épousa le 20 juillet 1529 Jeanne (de) Bours,,.
Son fils, Pierre des Planques, marié le 26 septembre 1559 avec Jacqueline Le Hibert, entra au service de Charles Quint et fut peut-être le premier seigneur d'Hesdigneul. II eut pour fils Jean Desplanques, créé chevalier à titre personnel en récompense de ses bons services, par lettres patentes de l'archiduc Albert données à Bruxelles le 5 mars 1614,,. Les lettres patentes originales sont égarées, il ne subsiste qu’une copie tirée en 1781 des registres de l’élection provinciale d’Artois; « Jean Desplancques » y est qualifié « écuyer, seigneur de Hesdigneul, Tencques, Tencquettes, Espreaux, Estrée-en-Cauchies & Isel-lez-Avesnes » et « issu de noble et ancienne famille tant du côté paternel que maternel ».
On confond souvent, à tort, celui-ci avec Roger Desplancques, lieutenant du sieur de Noyelles, gouverneur de Bapaume, anobli par lettres patentes le 6 septembre 1606, entérinées le 21 mars 1607 à Lille, et qui reçut comme armoiries « D'argent à une fasce de gueules, chargée d'un croissant du champ à la bordure engrêlée de gueules ». On remarque une certaine analogie avec celles de la famille de Bethune Hesdigneul,, ou avec celles de la Maison de Béthune.

## Controverse
Les descendants de Michel Desplanques ajoutèrent au milieu du XVIIe siècle à leur nom celui de « Béthune »  et ne portèrent plus que celui-ci ensuite.
La famille des Planques de Béthune revendique depuis le XVIIIe siècle une communauté d’origine avec la maison de Béthune, et en 1672, le duc de Béthune-Charost accepta d'être parrain d'Armand Adrien de Béthune des Planques décédé en 1686.
Les « des Planques » ne figurent pas dans la Généalogie de la maison de Béthune de l'historien et généalogiste André Du Chesne (1636). L'Abbé Douay, auteur d'une généalogie controversée sur la famille de Bethune Hesdigneul parue en 1783, justifie cela, dans sa préface, par le fait que Duchesne s'est occupé uniquement des branches françaises, et non étrangères, l'Artois relevant de l'Espagne. Duchesne dit d'ailleurs lui-même, dans son ouvrage, qu'il n'a pu se rendre en Artois du fait de la guerre franco-espagnole.
Elle ne se trouve pas non plus dans l' histoire généalogique du Père Anselme, publiée en 1728.
En 1778, lorsque le marquis de Béthune Hesdigneul demanda à être admis aux Honneurs de la Cour à Versailles, Bernard Chérin, généalogiste des ordres du roi, réputé pour son professionnalisme et son impartialité, qualifia de fausses une majorité des chartes antérieures au XVIe siècle qui lui furent soumises,.
Dans le contexte général des grandes enquêtes sur la noblesse en France à la fin du XVIIe siècle la famille des Plancques eut recours aux frères de Launay, faussaires, qui avaient profité du traité des Pyrénées et du rattachement de l'Artois au royaume de France, pour devenir hérauts d’armes. Considérés comme excellents travailleurs avant d'être démasqués, beaucoup de familles eurent recours à eux, avec les conséquences que l'on connait et qui les poursuivent encore aujourd'hui.
Néanmoins en 1783, l'abbé Douay, chanoine de Béthune, dans son Histoire généalogique des branches de la maison de Béthune, dédiée au prince Eugène Léon François de Béthune Hesdigneul, fit remonter la filiation de la famille de Béthune Hesdigneul à un fils cadet de Robert Ier, sire de Béthune, Richebourg, Carency, donné comme premier ancêtre de l'ancienne maison de Béthune. Cependant beaucoup de preuves proviennent des falsifications des frères Launay. Il donne également la généalogie de la famille de Roger Desplanques anobli en 1606, telle qu'elle se trouve dans ses lettres patentes, et écrit : « Voilà la généalogie de cette famille de Desplancques, d'où des gens méchans, & d'autres peu instruits, trompés par la conformité du nom, ont voulu faire sortir les deux branches de la Maison de Bethune [...] ». Il rajoute ensuite, dans le style de l'époque : « Il n'est pas impossible que les seigneurs de Villers-au-Flos [du nom de leur seigneurie] ne soient réellement descendans de la bonne famille de Desplancques, soit par bâtardise, soit par quelques cadets sans fortune, qui se sera établi en Flandre ; si il en existoit la moindre preuve, Messieurs de Béthune se feroient un plaisir de les reconnoître, & le pourroient sans rougir, puisque ce que l'on connoît de leur origine & filiation, prouve une famille militaire, distinguée & bien alliée ; mais jusqu'à présent on n'a trouvé aucune apparence de jonction, & comme elle est éteinte, cela devient assez indifférent.»
Gustave Chaix d'Est-Ange écrit :
« Le nom de Desplanques est très répandu en Artois, et dans la réalité rien ne prouve que la famille Desplanques dont descendent les princes de Béthune Hesdigneul et les comtes de Béthune-Sully d'aujourd'hui ait appartenu avant la fin du XVIe siècle à la noblesse de sa région. »
Louis de La Roque écrit :
« Nous avons vu par quelle série d'hypothèses on avait rattaché les Béthune-Sully (la famille du ministre français) aux anciens seigneurs de Béthune du Xe siècle et ceux-ci aux comtes souverains d'Artois, mais ce qui est encore plus curieux, c'est la façon dont on a relié à la fois aux Béthune-Sully et aux anciens Béthune la famille des Plancques qui tirait tout simplement son origine de la ville de Béthune et parait avoir été agrégée à la noblesse postérieurement au XVIe siècle (...) Le fils de Jean des Plancques, seigneur d'Hesdigneul, qui s'appelait Jean comme son père ajouta à son nom celui de Béthune peut-être pour rappeler le lieu d'origine de sa famille et la distinguer des familles homonymes, mais le fils de ce Jean au lieu de s'appeler des Plancques dit de Béthune comme son père, adopta le nom de Béthune en y ajoutant la mention dit des Planques et se prétendit issu des premiers seigneurs de Béthune par les sires de Carency. (...)  Voyons maintenant comment les généalogistes ont rattaché les des Planques aux anciens Béthune. Il parait qu'une terre des Planques a appartenu à une maison de Carency qui remontait sa filiation à Hugues de Carency, chevalier, marié en 1187 à Marie de Saveuse. Comme d'un autre côté la terre de Carency avait appartenu avant le XIe siècle et le XIIe siècle à des seigneurs du nom de Béthune qui semblent être issus de la première maison de ce nom, il a paru tout naturel de faire descendre les Carency des Béthune et les des Planques des Carency. Ce procédé de jonction au moyen des noms de terres quand le nom de famille fait défaut est un de ceux que les fabricants de généalogies ont le plus souvent et le plus habilement employés. »
Les généalogistes contemporains reprennent l'opinion de Louis de La Roque :
Joseph Valynseele écrit au sujet de la famille de Béthune Hesdigneul : 
« Elle ne possède pas, en revanche, l’ancienneté et l’illustration auxquelles elle prétend et que lui ont concédées certains auteurs : sa filiation n’est établie de manière authentique qu’à partir du XVIe siècle et elle est tout à fait étrangère à la maison de Béthune, aujourd’hui éteinte, dont était Sully ».
En 1955, le chercheur et historien Albert Bollengier reprit les observations de Chérin pour en conclure que la famille « des Plancques » ne descendait pas de l'ancienne maison de Béthune.

## Branches
La famille des Plancques de Béthune forma deux branches, issues du mariage en 1559 de Pierre des Plancques et Jacqueline Le Hibert :
- la branche aînée d'Hesdigneul devint en partie belge à la fin du XVIIIe siècle ; elle subsiste en France et en Belgique ;
- la branche cadette de Pénin, puis de Saint-Venant, restée française, s'est éteinte en ligne masculine au début du XXe siècle.

Cette branche cadette fut autorisée à s'appeler de Béthune-Sully, par ordonnance du 16 octobre 1816, après que la mère du dernier duc de Sully, Hortense d'Espinay Saint-Luc, duchesse de Sully, eut fait donation des terres de Sully, Béthune, Lens et Montgommery au comte de Saint-Venant, chef de la branche cadette des Béthune des Planques, sous réserve de la relève du nom de Sully,,,,.

## Personnalités

### Branche d'Hesdigneul
- Eugène François de Béthune des Planques, dit le marquis d'Hesdigneul (1671-1761), député de la noblesse d'Artois en 1699 ;
- Eugène François Léon de Béthune-Hesdigneul (1746-1824), premier prince de Bethune Hesdigneul, lieutenant général des armées du Roi (1816), chambellan de l'empereur d'Autriche ;
- Marie Aimé de Bethune Hesdigneul (1777-1836), chambellan du roi des Pays-Bas[25].
- Gaston de Béthune, maire de Mézières, député des Ardennes (1813-1891).

### Branche de Saint-Venant
- Adrien Joseph de Béthune, dit le comte de Saint-Venant (1736-1794), maréchal de camp.

## Situation contemporaine
L'actuel chef de nom et d'armes de la famille de Béthune Hesdigneul est Henry Marie Ghislain, 10e prince de Béthune Hesdigneul, né au Creusot le 6 avril 1945, fils d'Eugène de Béthune Hesdigneul (1910-1965) et de Geneviève d'Anglejan (1919-2002).
La famille de Béthune Hesdigneul fait partie de l’Association d'entraide de la noblesse française (ANF) et de l’Association de la noblesse du royaume de Belgique (ANRB).

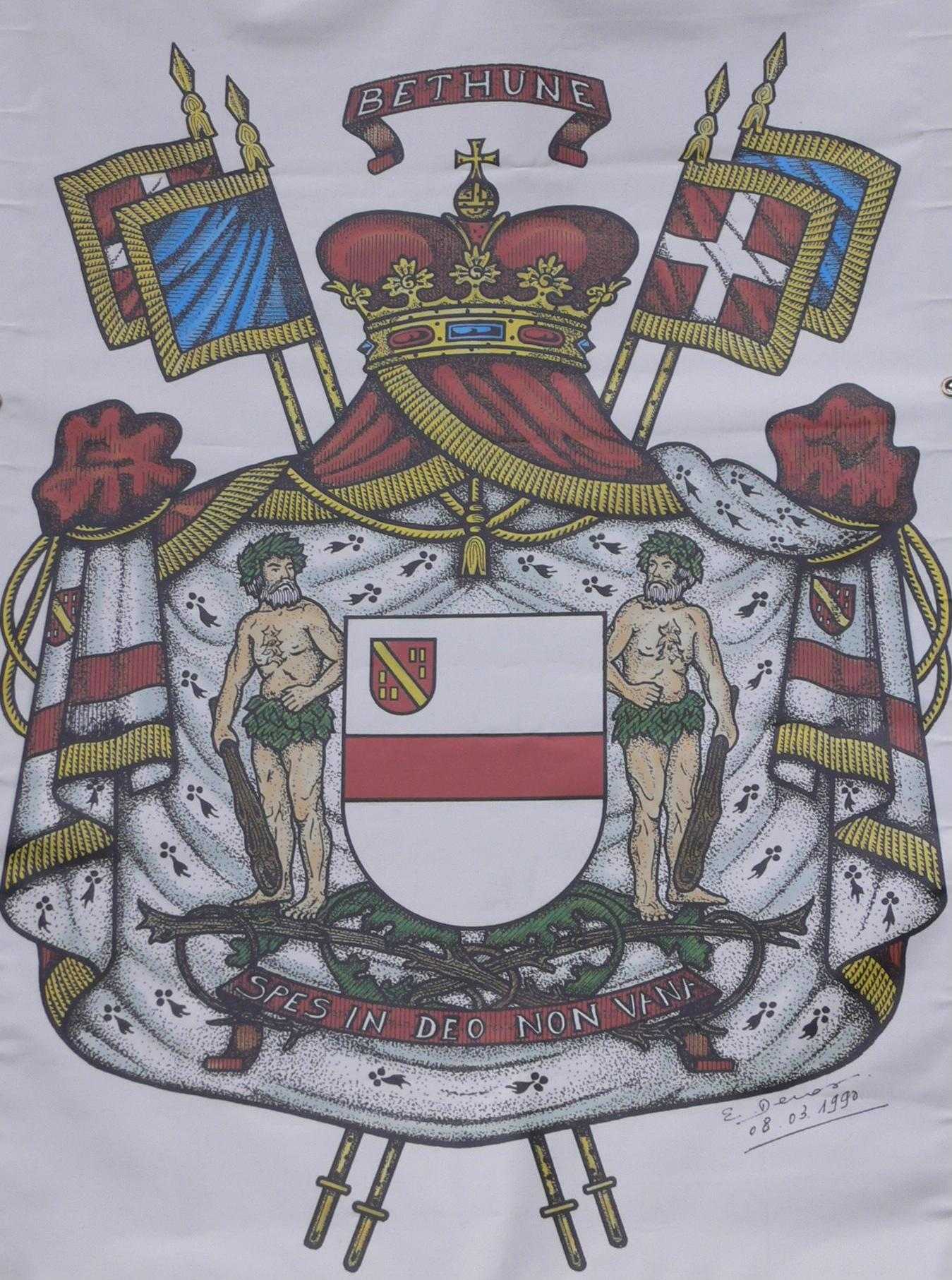

## Armes
- D'argent à la fasce de gueules (qui est de Béthune), cantonnée en chef à dextre d’un écusson de gueules à la bande d’or, accompagnée de six billettes du même, mises en orle (qui est de Saveuse).

## Titres
- Prince héréditaire de Bethune Hesdigneul le 7 avril 1781 par ordre de primogéniture, par diplôme de l'empereur du Saint-Empire Joseph II.
  - Titre reconnu en France le 18 octobre 1781. Le 24 mai 1818, une ordonnance de Louis XVIII promet de le créer duc et pair sous réserve de constituer un majorat de 30 000 livres de rente, condition qui ne fut pas exécutée[27],[28],[14],[29]. Cette ordonnance fut considérée à tort comme étant attachée au titre de prince par de nombreux auteurs qui suivirent l'avis d'Albert Révérend[30],[31],[32]. Or le titre de prince n'était pas prévu dans le textes de lois sur la formation des majorats à instituer par les Pairs, mais bien celui de duc[33]. Dès lors il aurait été impossible qu'il fut fait prince-pair. Précédemment, en 1813, il avait fait une demande en institution de majorat pour le titre de prince auprès de Napoléon Ier, la noblesse d'Ancien Régime ayant alors disparu. Cette demande lui avait été refusée au motif que sa fortune était insuffisante et qu’il jouissait de trop peu de considération personnelle et n’exerçait aucune fonction publique [34],[35],[36].
  - Titre confirmé en Belgique le 10 juin 1888 et le 13 juillet 1932[31].
  - Reconnaissance belge du titre de prince en 2023[37].
- Reconnaissance de noblesse aux Pays-Bas avec le titre de comte le 5 mars 1816[31]
- Marquis par diplôme du roi des Belges du 12 février 1848[31]

- Honneurs de la Cour le 4 juin 1780, et en 1786 pour Jeanne Louise le Vasseur de Guernonval, baronne de Béthune.

## Preuves de noblesse
- 25 septembre 1777 à Vienne par l'impératrice Marie-Thérèse : homologation aux Pays-Bas autrichiens des armoiries portées en France par le marquis Eugène-François-Léon de Béthune Hesdigneul. Ces armoiries se blasonnent : d'argent, à la fasce de gueules (qui est Béthune) le canton dextre chargé d'un écusson de gueules, à la bande d'or, accompagnée de six billettes du même, trois en chef et trois en pointe (qui est Saveuse). Couronne (ducale) à cinq fleurons, sommée d'une toque ou bonnet de velours rouge. Tenants: deux hommes sauvages au naturel, couronnés et feuilletés de sinople, s'appuyant sur leur massue. Manteau d'hermines[26] ;
- 6 septembre 1781 à Vienne par l'empereur Joseph II : concession du titre de prince de Bethune Hesdigneul transmissible par ordre de primogéniture en faveur du marquis Eugène-François-Léon de Béthune Hesdigneul[26] ;
- 5 mars 1816 à 's-Gravenhage par le roi Guillaume Ier : nomination de Marie-Aimé-Bernard-Antoine-Joseph-Eugène-Maximilien de Béthune Hesdigneul comme membre du corps équestre de Hainaut avec le titre de comte et inscription sur la 1re liste officielle des nobles avec mention que le titre de comte est transmissible par ordre de primogéniture[26] ;
- 12 février 1848 à Laeken par le roi Léopold Ier : concession du titre de marquis transmissible par ordre de primogéniture en faveur de Maximilien-Guillaume-Auguste-Albert de Béthune, écuyer[26] ;
- 10 juin 1888 à Bruxelles par le roi Léopold II : reconnaissance de noblesse avec le titre de prince transmissible par ordre de primogéniture en faveur d'Hippolyte-Marie-Dieudonné-Henri-Maximilien de Béthune[26] ;
- 25 mars 1929 à Bruxelles par le roi Albert Ier : concession du titre de comte transmissible par ordre de primogéniture en faveur d'Adolphe-Albert-Joseph-Marie-Ghislain de Béthune Hesdigneul, écuyer[26] ;
- 13 juillet 1932 à Bruxelles par le roi Albert Ier : reconnaissance du titre de prince transmissible par ordre de primogéniture en faveur du comte Auguste-Albert- Ferdinand-Marie-Ghislain de Béthune Hesdigneul[26] ;
- 7 février 1935 à Bruxelles par le roi Léopold III : autorisation faite en faveur d'Eugène-Amaury-Marie-Ghislain de Béthune Hesdigneul, écuyer, de porter le titre de comte en même temps que son père (Adolphe-Albert-Joseph-Marie-Ghislain de Béthune Hesdigneul)[26] ;
- 16 août 1968 à Bruxelles par le roi Baudouin : concession du titre de comte transmissible par ordre de primogéniture en faveur d'Albert-Joseph-Marie-Ghislain de Béthune Hesdigneul, écuyer[26], et extension des armoiries avec reconnaissance du cri de guerre et de la devise.
- 20 octobre 2023 à Bruxelles par le roi Philippe : reconnaissance du titre de prince en faveur d'Henry de Béthune Hesdigneul, avec transmissibilité au premier degré par ordre de primogéniture masculine et modification d'armoiries[38].